# Bibliothèque nationale de Mauritanie
La Bibliothèque nationale de Mauritanie (en arabe : المكتبة الوطنية الموريتانية) se situe à Nouakchott, capitale de la Mauritanie,. Elle a été créée en 1962 mais son existence réelle date de 1965. L'Institution conserve dans ses collections 10000 volumes et compte 41 employés.
La bibliothèque est située dans le même bâtiment que le musée national de Mauritanie.